# Direct Attached Storage
Direct Attached Storage (DAS), o Emmagatzematge Directament Adjuntat, és el mètode tradicional d'emmagatzematge i el més senzill. Consisteix a connectar el dispositiu d'emmagatzematge directament al servidor o estació de treball, és a dir, físicament connectat al dispositiu que fa ús d'ell.
Tant en DAS com en SAN (Storage Area Network), les aplicacions i programes d'usuaris fan les seues peticions de dades al sistema de fitxers directament. La diferència entre ambdues tecnologies recau en la forma en què el sistema de fitxers obté les dades requerides.
En una DAS, l'emmagatzematge és local respecte al sistema de fitxers, mentre que en una SAN, l'emmagatzematge és remot. En la banda oposta es troba la tecnologia NAS (Network Attached Storage o Emmagatzematge Adjuntat a la Xarxa) on les aplicacions fan les peticions de dades als sistemes de fitxers de manera remota.

## Característiques
Els principals protocols utilitzats en DAS són SCSI, SAS i Fibre Channel. Habitualment un sistema DAS habilita capacitat extra d'emmagatzematge a un servidor, mentre manté alt l'amplada de banda i taxes d'accés. El típic sistema DAS està format per un o més dispositius d'emmagatzematge com discs rígids, i un o més controladors. La interfase amb el servidor o amb l'estació de treball està fet per mitjà d'un "host bus adapter" (HBA).
Un típic sistema DAS proveeix controladors embeguts. La gestió del RAID és "off-load" o simplement sense RAID. Els HBA poden ser usats reduint costos.

## Desavantatges
Els DAS han sigut considerats com a "Illes d'Informació". Els seus desavantatges inclouen la incapacitat per a compartir dades o fonts no usades amb altres servidors. Tant les atquitectues NAS com les SAN intenten adreçar açò, però presenten alguns nous aspectes, també, com l'alt cost inicial, gestionabilitat, seguretat i contenció de recursos.